# Horisme illustris
Horisme illustris är en fjärilsart som beskrevs av Louis Beethoven Prout 1916. Horisme illustris ingår i släktet Horisme och familjen mätare. Inga underarter finns listade i Catalogue of Life.